# Stadtteich
Stadtteich (v českém překladu Městský rybník) je bývalý rybník nad Jáchymovem.

## Dějiny
Rybník byl založen v roce 1552 podle plánů Antona Reisse a Jakuba Genese a sloužil jako zásobárna vody pro potřeby dolů. Společně se Seidlovými a Heinzovými rybníky poskytoval ročně 97 400 m³ vody.
29. dubna 1593 se jeho hráz poprvé protrhla a voda způsobila ve městě značné škody. Aby mohl být provoz obnoven, musela být hráz znovu zcela nasypána.
V roce 1930 zde bylo zřízeno Městské koupaliště s lesní restaurací a půjčovnou loděk. Voda v koupališti byla velice studená, protože rybník byl napájen vodou z horských potoků. Po roce 1945 byl rybník přejmenován na Jezírko.
Na jaře 1981 se znovu protrhla hráz a již nikdy nebyla obnovena.

## Galerie

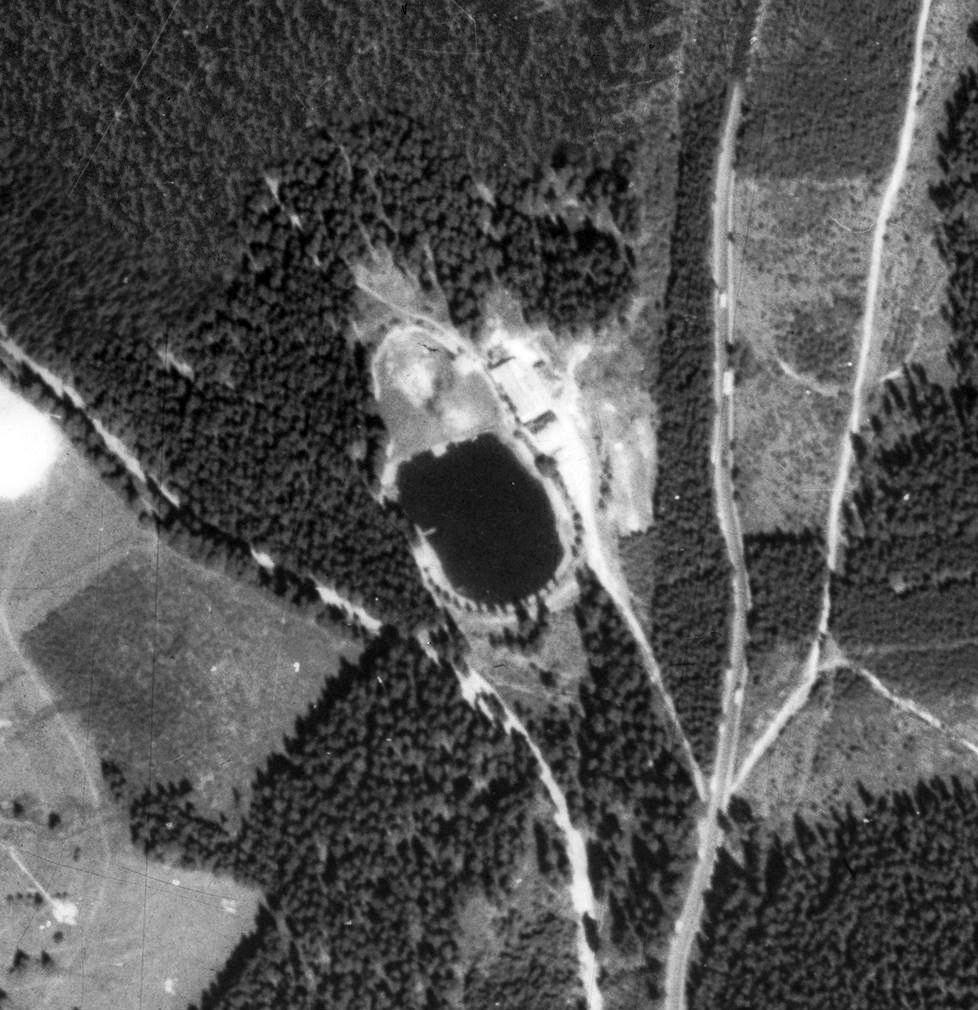
Rybník na leteckém snímku z 50. let 20. století
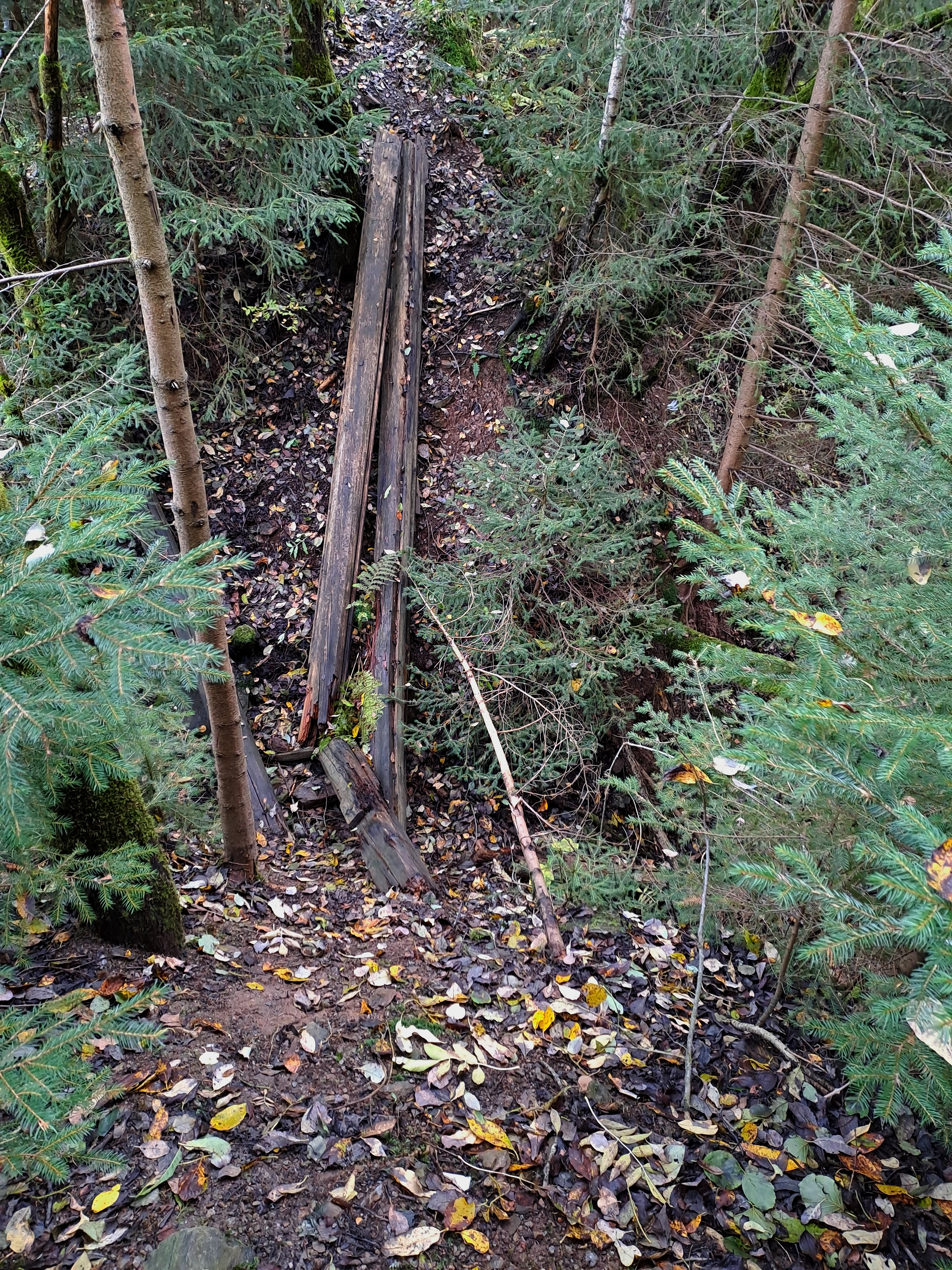
Protržená hráz
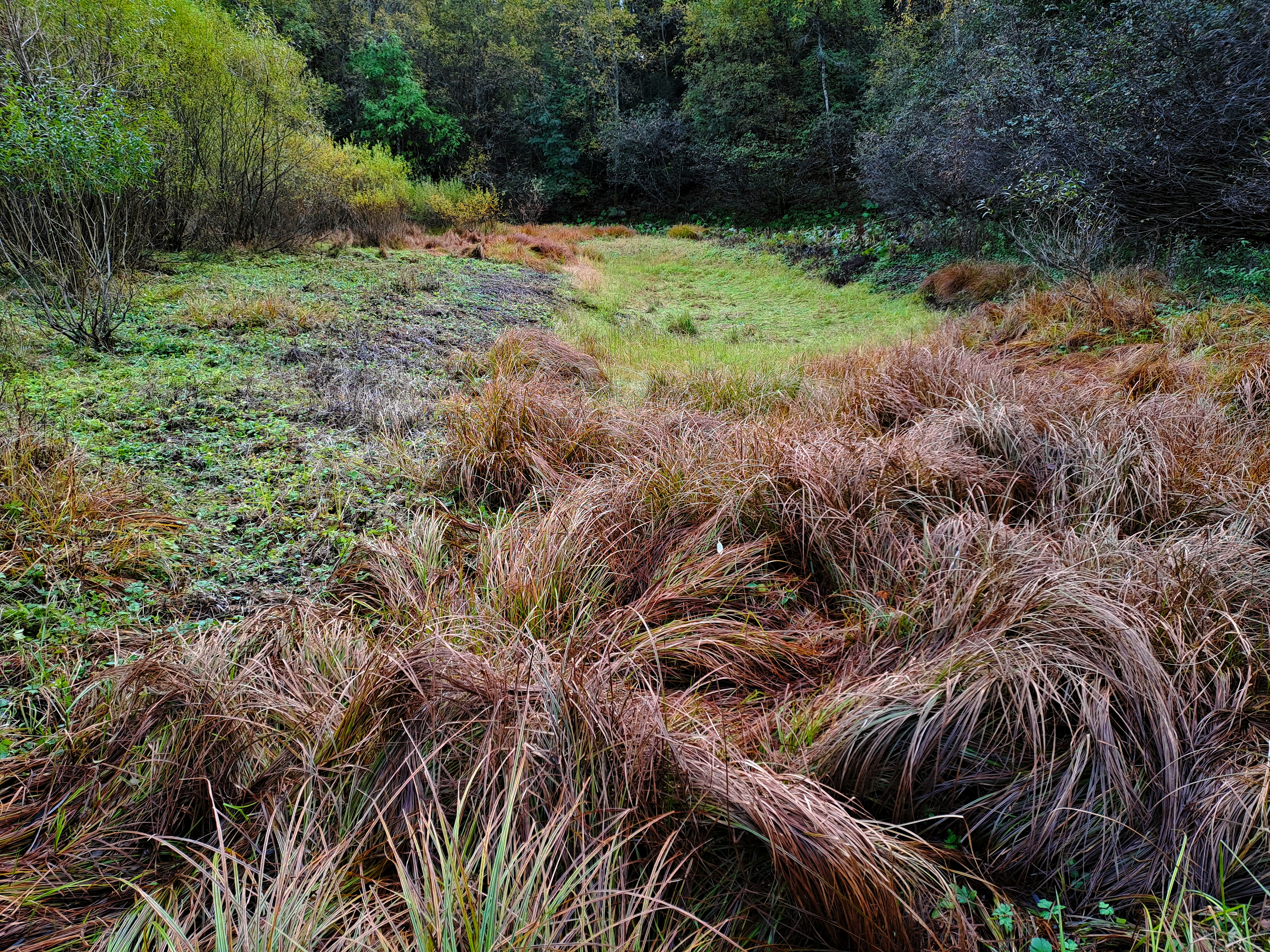
Dno rybníka
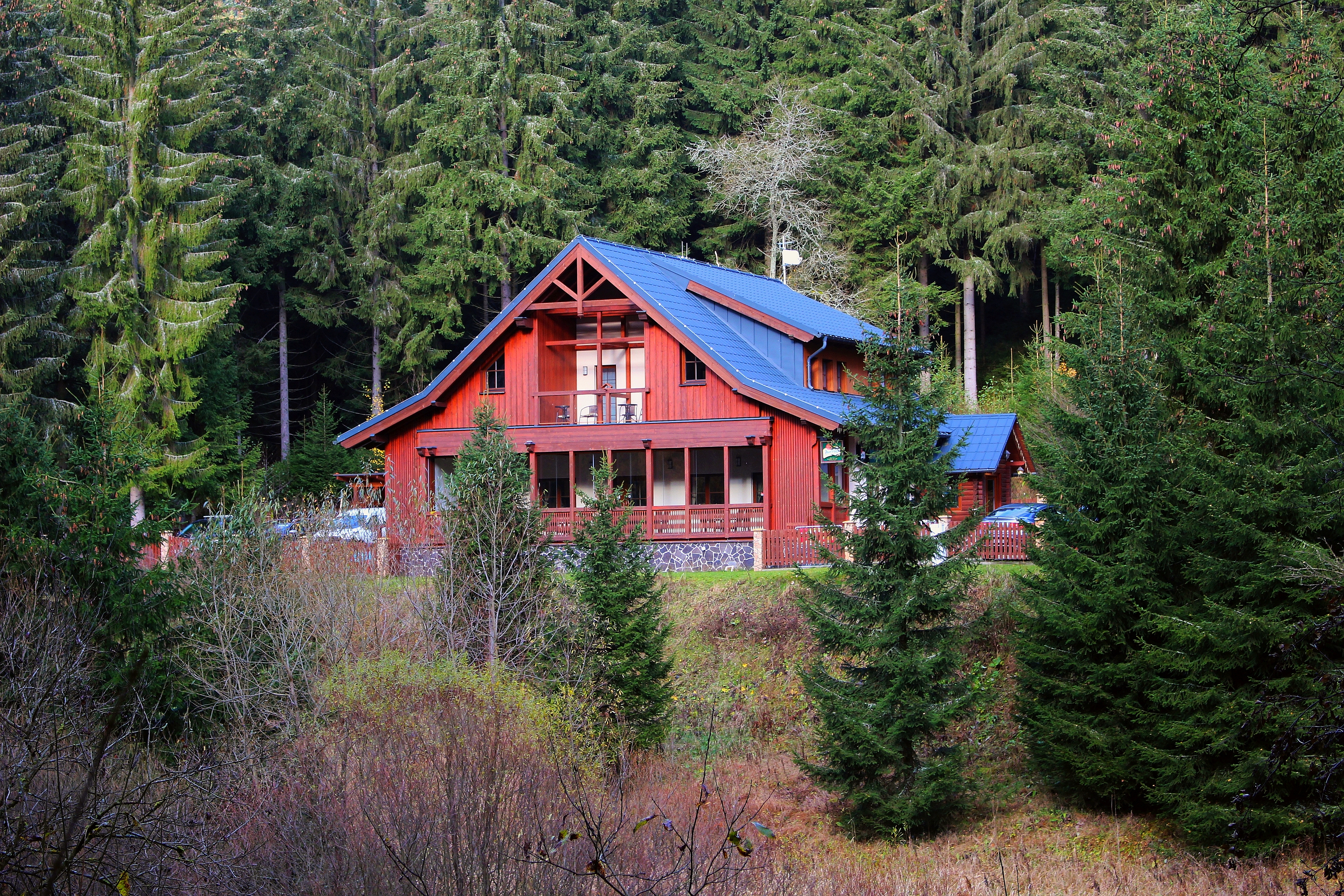
Restaurace a penzion Jezírko na břehu bývalého rybníka